# مجاعص
مجاعص هي من الأسر المسيحية المعروفة في لبنان، يتواجد أفرادها حاليًا في عين الصفصاف والشوير وأرصون وبحمدون وعينطورة.

## التاريخ

مشاهير من شجرة عائلة آل مجاعص، المؤرخ أسد رستم وابنته لمياء، والشاعران ميخائيل أسعد رستم وابنه أسعد رستم.

تُشير المصادر أنَّ أصل كلمة «مجاعص» قد يعود إلى كلمة «جعص» الآرامية، والتي تعني «جلس واتكأ وتكبر وتغطرس». كما تذكر بأنَّ أصل هذه الأسرة من قرية بيت جبرايل في عكار، حيث كان قد رحل بعضهم إلى الشوير واشتهروا فيها، ومنهم في معلقة زحلة. كما يُشير طوني مفرّج في «الموسوعة اللبنانية» بأنَّ أسرة مجاعص تنتمي إلى آل الشنتيري، وقد تفرع منها عيال رستم وسعادة والخوري وغصن.
يُشير كتاب «دواني القطوف في تاريخ بني معلوف» الصادر عن المطبعة العثمانية عام 1907 م بأنَّ «معظم بني مجاعص في قصبة الشوير بلبنان ونشأ منهم المرحوم طانيوس غصن وأولاده، وأخوه غصن أفندي ومنهم مخايل أفندي رستم مؤلف (الغريب في الغرب) وولده أسعد أفندي، وجرجس أفندس رستم والمرحوم نجيب حبيقه فقيد الأدب ودواد أفندي منشئ مجلة النور، ونشأ منهم في أرصون (المتن) اسكندر أفندي هذا والمرحوم أخوه قسطنطين»،:312 ويُكمل بأنَّ «أصلها من قرية بيت جبرايل في عكار، رحل بعضها إلى الشوير في لبنان واشتهروا فيها ومنهم رستم مجاعص ويوسف غصن مدير تعميرات دير القمر ومن نصف قرن نشأ منهم سبعة كهنة بوقتٍ واحد منهم الاكسرخوس نقولا المشهور والخوري جرجس مالك الذي خدم الأنفس في بيت مري ومن أولاده الفقيه العالم عزتلو إلياس أفندي الذي خدم الحكومة أكثر من ثلاثين سنة بإخلاص في محكمة الكورة عضوًا ورئيسًا وفي عضوية دارة الحقوق الاستئنافية في لبنان، ولن يزال فيها إلى اليوم، وإبراهيم أفندي حبيقه الذي ترأس محكمة الكورة وهو الآن عضو محكمة المتن، وخليل بك غصن مدير الشوير سابقًا والدكتوران خليل بك سعادة العالم من أطباء القاهرة وسليم بك غصن من موظفي السودان وإلياس أفندي الشويري الذي خدم الحكومة أيضًا مدة طويلة، ومن أدبائهم غير من ذكرنا هناك الأفندية داود مرعي في يافا ومتري الشويري نزيل البرازيل ومن وجهائها الخوري إلياس في بيروت ونجله الدكتور نجيب أفندي والخوري حنا وداود أفندي الشويري وإخوته التجار المشهورون وأمين أفندي الخوري وإخوته في زحلة من سلالة الخوري إلياس الذي خدم الأنفس في معلقة زحلة ومنهم في المعلقة بنو الشويري والاسطنبولي وغيرهم».:516
كما يذكر كتاب «مُعجم أسماء الأسر والأشخاص ولمحات من تاريخ العائلات» الصادر عن دار العلم للملايين عام 1997 م بأنَّ مِنْ أشهر مَنْ برز من أسرة مجاعص في الشوير، هُما:
- داوود مجاعص (1886 - 1960)، وكان قد عمل في الصحافة، ووضع أربع مسرحيات، وكان من دعاة الاشتراكية في مطلع القرن العشرين. صدرت له أيضًا جريدة الوطن في عام 1919 م.[5]
- رستم مجاعص الشويري، وكان من رؤوساء البنائين، ويُعد «جد بني رستم».[4]:516 يُشير المؤرخ أسد رستم في كتابه «بشير بين السلطان والعزيز 1804-1841» بأنَّ رستم مجاعص الشويري كان «اختصاصي في فن البناء "مدير الأشغال" لدى الأمير».[6] كما تشير المؤلفات أنه «عندما قرر الأمير بشير الشهابي الثاني بناء قصره في بيت الدين عهد إلى البنائين الشويريين بهذه المهمة، وقد اشتهر من بينهم رستم مجاعص، أحد أنسباء خليل سعادة».[7][8][9] كما ورد في العدد 31 من مجلة المشرق الصادر عام 1933 م بأنَّ أحمد تقي الدين القاضي في بعقلين كان قد عيّن رستم مجاعص الشويري حكمًا في إحدى الدعاوي بدير القمر، حيث يرد في نص التعيين: «إعلام شرعي..... يقتضي أن يناظر ذلك المحل المعلم رستم المعماري المشهور وكيفما يتقرر بموجب ذمته ومعرفته يكون الممشا بموجبه والأمر لولي الأمر أيده الله تعالى بالنصر وحرر في 15 شهر جمادى الآخر سنة 1354».[10]